# Vuojnesluobbala
Vuojnesluobbala, enligt tidigare ortografi Vuoinesluobbalah, är en sjö i Jokkmokks kommun i Lappland och ingår i Luleälvens huvudavrinningsområde. Sjön har en area på 0,745 kvadratkilometer och ligger 792 meter över havet. Vuojnesluobbala ligger i Sarek Natura 2000-område.

## Delavrinningsområde
Vuojnesluobbala ingår i det delavrinningsområde (747718-159120) som SMHI kallar för Utloppet av Vuoinesluobbalah. Medelhöjden är 989 meter över havet och ytan är 8,6 kvadratkilometer. Räknas de 7 avrinningsområdena uppströms in blir den ackumulerade arean 74,73 kvadratkilometer. Bierikjåhkå avvattnar avrinningsområdet och vattnet fortsätter därefter genom Sijddoädno, Blackälven, Lilla Luleälven och Lule älv innan det når havet efter 337 kilometer. Avrinningsområdet består mestadels av kalfjäll (91 procent). Avrinningsområdet har 0,75 kvadratkilometer vattenytor vilket ger det en sjöprocent på 8,7 procent.